# Интонация (музика)
Интонация е ядрото на музикалната изразност, обхващащо всички елементи на цялото, което се проявява при определени условия. Интонациите винаги са смислово съдържателни и често представляват субстрат на определена музикална (или в по-широк смисъл – естетическа, философска, социална и т.н.) идея.